# Зграда Министарства саобраћаја у Београду
Зграда Министарства саобраћаја у Београду се налази у улици Немањиној 6, саграђена у периоду од 1927. до 1931. и као непокретно културно добро има статус споменика културе.

## Историјат
Захтеви новоформиране државе Краљевине Срба, Хрвата и Словенаца, после Првог светског рата, за реформисањем старих и оснивањем нових министарстава довело је до градње и зграда за та министарства. За још пар зграда, министарски савет је донео у фебруару 1922. године, одлуку о подизању и зграде Министарства саобраћаја. Изабрана је локација на државном земљишту, тада звана "Стара шивара". После расписивања конкурса за пројекат и добијања кредита од банке, градња је почела 1927. године, по пројекту архитекте Светозара Јовановића и трајала је до 1931. године.

## Архиктетура
Зграда Министарства саобраћаја је обликована у еклектичком-неокласичном духу, подигнута као слободностојећи објекат, издужене правоугаоне основе, са шест унуташњих дворишта, изграђена од опеке, вештачког камена и армирано бетонских носећих конструкција. 

Строга композиција фасада са складним облицима, примена високих стубова и пиластера и одмерена декоративна пластика представљају је као класичан пример постакадемског решења и у основи и у спољњој архитектури. Посебно интересантан детаљ, као посебна фасадна целина, је завршни мотив сложене архитектонске композиције сатне куле, изнад централног тимпанона главне фасаде, које истичу бочно постављене фигуре Атланта.
Изразита ликовност објекта постигнута је скулптуралним ансамблима изведеним у камену, чији су аутори Тома Росандић, Драгомир Арамбашић, Живојин Лукић, Лојзе Долинар и Ристо Стијовић. Читав унутрашњи простор зграде био је подређен специјалној намени. Дуж дугачких ходника биле су распоређене службене канцеларије, кабинети и главна свечана сала.
Површина основе зграде износи 5.500 m2 , а шест стотина просторија, без ходника и степеништа, заузима површину од 16.000 m2.
Данас се у оквиру зграде налази и Железнички музеј који је основан 1950. године.